# Лентаче (Беневенто)
Лентаче је насеље у Италији у округу Беневенто, региону Кампанија.
Према процени из 2011. у насељу је живело 64 становника. Насеље се налази на надморској висини од 490 м.